# وردامایسین
وردامایسین(به انگلیسی: Verdamicin) یک آنتی بیوتیک آمینوگلیکوزیدی است که توسط Micromonospora grisea تولید می‌شود.